# Київка (Волгоградська область)
Київка (рос. Киевка) — хутір у Єланському районі Волгоградської області Російської Федерації.
Населення становить 21  особу. Входить до складу муніципального утворення Таловське сільське поселення.

## Історія
Хутір розташований у межах українського історичного та культурного регіону Жовтий Клин.
Згідно із законом від 24 грудня 2004 року № 980-ОД органом місцевого самоврядування є Таловське сільське поселення.

## Населення
| 2008 | 2010 | 2015 |
| ---- | ---- | ---- |
| 21   | ↗38  | ↘21  |